# 사료운반차
사료운반차란 가축이나 애완동물들의 먹이가 되는 사료를 운반하기 위한 장비를 갖춘 특장차를 뜻한다. 사료운반차는 크게 3 종류로 나뉜다.

## 특징
사료를 운반하기 위한 장비를 구축한 특장차이기에 주로 사료 공장이나 농장에서 많이 보이는 차종이다. 사료운반차는 크게 3 종류로 나뉘는데 탱크트럭형식으로 제작된 차량과 카고트럭 형식에서 칸막이를 둔 차량과 덤프 트럭 형식으로 만든 차량들로 존재한다. 신선한 사료를 운반하기 위해 정확하고 신선한 운반을 요구하는 차종이며 탱크트럭 형식은 주로 5톤 화물차를 특장하나 8톤 이상의 대형 화물차를 특장하는 경우들도 있고 카고트럭 형식과 덤프 트럭 형식의 차종은 모두 8톤 이상의 대형 화물차를 특장한다. 신선한 가축의 사료를 제공하기에 농장에선 꼭 필요한 차종이다.

## 같이 보기
- 특장차
- 사료